# Erick Fedde
Pour les articles homonymes, voir Fedde.
Erick James Fedde (né le 25 février 1993 à Las Vegas, Nevada, États-Unis) est un lanceur droitier des Cardinals de Saint-Louis de la Ligue majeure de baseball.

## Carrière
Joueur à l'école secondaire, Erick Fedde est d'abord choisi par les Padres de San Diego au 24e tour de sélection du repêchage amateur en 2011. Mais il repousse l'offre et rejoint les Rebels de l'université du Nevada à Las Vegas ; il devient le 18e joueur sélectionné par un club de la Ligue majeure de baseball au repêchage de 2014 et le choix de premier tour des Nationals de Washington. Fedde signe avec Washington un premier contrat professionnel assorti d'une prime de plus de 2,5 millions de dollars.
Il fait ses débuts dans le baseball majeur comme lanceur partant des Nationals le 30 juillet 2017 face aux Rockies du Colorado.